# Aeroporto di Cabinda
L'Aeroporto di Cabinda (IATA: CAB, ICAO: FNCA) è un aeroporto angolano che serve Cabinda, capoluogo dell'omonima provincia, un'exclave dell'Angola.
La struttura è posta all'altitudine di 20 m s.l.m. (66 ft), costituita da un terminal, edificio che integra la torre di controllo e da una pista con superficie in asfalto, lunga 2 500 m e larga 30 m (8 202 x 98 ft) e orientamento 01/19, priva di dispositivi di assistenza all'atterraggio.
L'aeroporto è di proprietà del governo angolano, effettua servizio esclusivamente diurno ed è aperto al traffico commerciale.